# 高山蛤兰
高山蛤兰（学名：Conchidium japonicum）为兰科蛤兰属下的一个种。也称高山绒兰、高山毛兰。其种加词“japonicum”意为“日本的”。